# Rue du Marché-Popincourt
La rue du Marché-Popincourt est une voie du 11e arrondissement de Paris, en France.

## Situation et accès
La rue du Marché-Popincourt est une voie publique située dans le 11e arrondissement de Paris. Elle débute au 12, rue Ternaux et se termine au 16 de la même rue.

## Origine du nom
Elle porte ce nom car elle longeait trois côtés de l'ancien marché Popincourt.

## Historique
Cette rue, qui est construite sur l'emplacement de l'ancienne voirie de Ménilmontant, prend sa dénomination actuelle par décret ministériel du 21 juin 1844.
Le marché Popincourt avait été construit en 1829 à la suite de la suppression de cette voirie.

## Bâtiments remarquables et lieux de mémoire
- No 1 : immeuble construit, en 1908, par les architectes Augustin Rey et Henry Provensal. C’est la première HBM édifiée pour la Fondation Rothschild[1].